# Gautier le Cornu
Gautier le Cornu, oder Cornut genannt, († 1241) war von 1221 bis zu seinem Tod ein Erzbischof von Sens.
Er war ein Sohn des Simon le Cornu und der Isabelle Clément, einer Tochter des Robert III. Clément (Clément du Mez). Seine drei Brüder waren Simon, der den Vater beerbte, Aubry, der Bischof von Chartres wurde, und Gilles, der ihm als Erzbischof von Sens nachfolgte. Die Familie hatte die Herrschaft über die in der Region Brie gelegene Burg Villeneuve-la-Cornue (heute Salins) inne, mütterlicherseits besaß sie enge Kontakte zum königlichen Hof, was den Aufstieg Gautiers und seiner Brüder in der Kirchenhierarchie begünstigte.
Gautier war zunächst Kanoniker in Paris, Diakon von Notre-Dame und ein Vertrauter des Königs Philipp II. August. Von diesem wurde er 1220 bei seiner erfolgreichen Wahl zum Bischof von Paris durch das Domkapitel unterstützt, allerdings konnte er dieses Amt nach einem Einspruch des Papstes Honorius III. nicht antreten, welcher den Bischof von Auxerre, Guillaume de Seignelay, dafür favorisierte. Diese Zurücksetzung wurde aber mit der Wahl Gautiers zum Erzbischof von Sens im Jahr darauf beglichen, womit er letztlich auch zum Obermetropoliten von Paris wurde.
Wie schon zu Philipp II. gehörte Gautier auch zum engsten Beraterkreis König Ludwigs VIII., der Königin Blanka von Kastilien und des Königs Ludwig IX. dem Heiligen. 1234 war er ein entscheidender Vermittler der Ehe Ludwigs IX. mit Margarete von der Provence, die er gemeinsam mit Jean de Nesle aus ihrer Heimat nach Sens geleitete, wo auch die Hochzeit begangen wurde. Zusammen mit dem König und der königlichen Familie nahm er 1239 in Villeneuve-l’Archevêque die Dornenkrone in Empfang und begleitete diese mit nach Paris. Gautier beschrieb dieses Ereignis eigens in der von ihm verfassten Historia susceptionis coronae spineae Iesu Christi. Um das Jahr 1240 begann er an der Südfassade der Kathedrale Saint-Étienne mit dem Bau des erzbischöflichen Palais.

## Einzelnachweis
1. ↑  in Historiae Francorum Scriptores (Band V, Paris, 1649)

| Vorgänger         | Amt                           | Nachfolger      |
| ----------------- | ----------------------------- | --------------- |
| Pierre de Corbeil | Erzbischof von Sens 1221–1241 | Gilles le Cornu |

| Personendaten    | Personendaten                        |
| ---------------- | ------------------------------------ |
| NAME             | Gautier le Cornu                     |
| ALTERNATIVNAMEN  | Cornut                               |
| KURZBESCHREIBUNG | Erzbischof von Sens                  |
| GEBURTSDATUM     | 12. Jahrhundert oder 13. Jahrhundert |
| STERBEDATUM      | 1241                                 |